# 三大紀律八項注意
三大紀律八項注意（さんだいきりつはちこうちゅうい）とは、中国人民解放軍の軍規。

## 内容
1928年、毛沢東により、中国工農紅軍の軍規として制定されたのが始まり。その時は「三大紀律六項注意」として定められており、
三大紀律：
1. 行動聴指揮（指揮に従って行動せよ）；
2. 不拿群衆一個紅薯（民衆のものはサツマイモ1個でも盗るな）；
3. 一切繳獲要帰公（獲得した物も金も公のものにする）。

六項注意：
1. 上門板（寝たあとは戸板を上げよ）；
2. 捆鋪草（寝ワラにした乾草は縛れ）；
3. 説話和気（話し方は丁寧に）；
4. 買売公平（売買はごまかしなく）；
5. 借東西要還（借りたものは返せ）；
6. 損壊東西要賠（壊したものは弁償しろ）。

であった。1929年から1930年にかけて二項が追加され、八項注意となった。ただし細かい内容は、部隊や時期により若干の違いがあったとされている。1947年10月、中国人民解放軍本部から次のように訓令された：
三大紀律：
1. 一切行動聴指揮（一切、指揮に従って行動せよ）；
2. 不拿群衆一針一線（民衆の物は針1本、糸1筋も盗るな）；
3. 一切繳獲要帰公（獲得した物も金も公のものにする）。

八項注意：
1. 説話和気（話し方は丁寧に）；
2. 買売公平（売買はごまかしなく）；
3. 借東西要還（借りたものは返せ）；
4. 損壊東西要賠（壊したものは弁償しろ）；
5. 不打人罵人（人を罵るな）；
6. 不損壊荘稼（民衆の家や畑を荒らすな）；
7. 不調戯婦女（婦女をからかうな）；
8. 不虐待俘虜（捕虜を虐待するな）。

中国共産党は国家統一までの間、「中国人民解放軍は厳しい軍規により統制が取れた組織である」ということを宣伝するため、さかんに「三大紀律八項注意」というスローガンを唱えている。その考えは、概ね大衆に受け入れられていた。
国家統一後も人民解放軍の本質を表す言葉として使われており、現代では「三大紀律八項注意」をもじった標語が使われることも多い。

## 歌曲
1935年、第25軍の政治部秘書長程坦がこの軍規を歌にした。メロディーは元々新建陸軍でプロイセン王国の行進曲を元に作られた「大帥練兵歌」に由来し、馮玉祥の国民軍や張作霖の東北軍など、各地の軍閥で歌詞を変えながら広く歌われていたものである。
その歌詞は、
革命軍人個個要牢記，三大紀律八項要注意。
革命軍人は心得よ、三大紀律八項注意。
第一一切行動聴指揮，歩調一致才能得勝利。
第一に行動は一切指揮に従え、一糸乱れぬ行動が勝利を生む。
第二不拿群衆一針線，群衆対我擁護又喜歓。
第二に民衆の物を盗むな、民衆は我らを援護し歓喜で迎えるのだから。
で始まるもので、当初、第1節は「紅色軍人個個要牢記」（紅軍軍人は心得よ）
と歌われていたが、国共合作の時期に現在の歌詞に改められた。中国の軍歌の中で今でも人気がある曲の一つ。文化大革命時代にも盛んに歌われた。